# Липский, Игорь Константинович
Игорь Константинович Липский (2 апреля 1907—1965, Москва) — советский актёр театра и кино, педагог, заслуженный артист РСФСР.

## Биография
Игорь Константинович (Корнельевич) Липский родился 2 апреля 1907 года. Он учился в Московском театральном техникуме имени Луначарского, затем — в Вахтанговской школе. В 1927—1957 годах Липский работал в Вахтанговском театре, в том числе во фронтовом его филиале (лето 1942—1945). Наиболее известная работа И. К. Липского в кино — фильм «Много шума из ничего» (реж. Л. Замковой, 1955). В числе его наиболее известных театральных ролей — Труффальдино («Принцесса Турандот»); Хлестаков («Ревизор»); Кисель и Клюква («Много шума из ничего»); Женя Ксидиас («Интервенция», 1933). И. К. Липский был доцентом Кафедры мастерства актёра Щукинского училища; руководил театральным кружком МГУ. Похоронен на Новодевичьем кладбище (Колумбарий, 126 секция).